# Санаксарь
Санаксарь — посёлок в составе Старогородского сельского поселения Темниковского района Республики Мордовия.

## География
Находится на левом берегу реки Мокша на расстоянии примерно 2 километров на северо-запад от районного центра города Темников.

## История
Основан в XVIII веке. В 1866 году представлял собой монастырь Темниковского уезда с 3 церквями. В настоящее время посёлок существует номинально, представляя собой часть возрожденного Санаксарского монастыря. В поселке находится могила адмирала Федора Ушакова. В 1924 году монастырь был закрыт и превращен в коммуну «Од Эряф», вскоре прекратившую существование.
Указом совета Государственного Собрания Республики Мордовия от 1 августа 1997 года № 951-I посёлок Санаксырь переименован в посёлок Санаксарь.

## Население
| 2002 | 2010 |
| ---- | ---- |
| 180  | ↘57  |

Постоянное население составляло 180 человек (русские 85 %) в 2002 году, 57 в 2010 году.